# Hymenochaete tenuis
Hymenochaete tenuis är en svampart som beskrevs av Peck 1887. Hymenochaete tenuis ingår i släktet Hymenochaete och familjen Hymenochaetaceae.   Inga underarter finns listade i Catalogue of Life.